# Eugenio Griffini
Eugenio Griffini (Milano, 26 dicembre 1878 – Il Cairo, 3 maggio 1925) è stato un orientalista italiano.

## Biografia
Di agiata famiglia milanese (il padre, Rocco, morto prematuramente il 25 febbraio 1896, era ispettore-capo del Comune di Milano e la madre, Maria Giacomina Reina, era cugina dell'architetto e senatore Luca Beltrami), Eugenio Griffini si mostrò portato già in giovane età per le lingue orientali e in particolare per l'arabo.

### Gli studi
La passione per le lingue orientali nacque in lui quando ancora frequentava il Regio Liceo - Ginnasio Alessandro Manzoni, dove ebbe come insegnante Lodovico Corio, che lo mise in contatto con un suo ex allievo, Giuseppe Caprotti, di Magenta, che col fratello Luigi aveva impiantato una casa commerciale a Ṣanʿāʾ nello Yemen, da cui importava non solo caffè, ma anche tappeti e oggetti orientali, nonché una gran quantità di libri e manoscritti.
Il suo studio della lingua araba si compì soprattutto da autodidatta, ma con risultati così apprezzabili che l'arabista austriaco Eduard Glaser (1855-1908) lo volle conoscere, lo invitò per un breve soggiorno in Germania (a Monaco, pasqua 1897) e gli offrì anche di continuare presso di lui gli studi orientali. Griffini preferì invece proseguire i propri studi liceali, approfondendo la conoscenza dell'arabo nell'ambito della Biblioteca Ambrosiana, allora diretta da Antonio Maria Ceriani.
Nella stessa estate del 1898 conseguì la maturità classica e il diploma di arabo, da poco istituito, presso il Regio Istituto Orientale di Napoli (30 giugno 1898, in qualità di esterno). Si iscrisse poi alla Facoltà di Legge dell'Università degli Studi di Genova, dove si laureò nel 1902 con una tesi sul diritto islamico.
Ancor prima di completare l'università effettuò il suo primo viaggio in Egitto (marzo 1899); in seguito compì diversi altri viaggi: a Londra e Parigi nel 1902, in Tunisia e Algeria nel 1905, di nuovo a Tunisi nel 1907.

### I manoscritti yemeniti
Nel 1908, in occasione di un trasloco, si trovò nella necessità di restituire i numerosi manoscritti yemeniti che Caprotti gli aveva messo a disposizione per i suoi studi, e temendo che quest'ultimo li mettesse poi in vendita disperdendo un patrimonio culturale inestimabile, si diede da fare per trovare il modo di assicurarne la permanenza a Milano. Assistito dal cugino Luca Beltrami e dal nuovo prefetto dell'Ambrosiana, mons. Achille Ratti, riuscì a reperire 25 benefattori che si fecero carico della cospicua somma di 30 000 lire dell'epoca, necessarie all'acquisto dei manoscritti e li donarono alla Biblioteca Ambrosiana. Questi volumi, che costituiscono il cosiddetto "nuovo fondo" di manoscritti arabi, constano di 1610 codici, in gran parte miscellanei, che contengono oltre 5000 opere, di notevole interesse storico e filologico.
Dopo questa acquisizione, l'Ambrosiana affidò allo stesso Griffini il compito di redigere il catalogo, opera che egli intraprese con passione pervenendo a catalogare, in diverse pubblicazioni successive, i primi 475 codici (le intere serie A, B, C del catalogo) più una sessantina di altri della serie H. Per avere un'idea di quanto vasta e impegnativa fosse l'impresa, basterà ricordare che il Catalogo dei manoscritti fu completato assai più tardi, con il contributo di Oscar Löfgren e di Renato Traini, il quale lo completò, dopo la morte di Löfgren, solo nel 2011.

### La guerra italo-turca
Nel 1911 scoppiò la guerra italo-turca, e Griffini, che già aveva rivolto i propri interessi allo studio dell'arabo della Libia, giungendo a scrivere un manuale di arabo tripolino con esteso dizionario (che vide la luce presso l'editore Hoepli nel 1913), si pose a disposizione del Comando Supremo e partì per Tripoli dove giunse ai primi di gennaio del 1912. Qui egli prestò la sua opera per contattare direttamente le personalità più influenti del paese e conoscere al meglio la situazione della popolazione. A lui si devono il salvataggio e il riordinamento dell'Archivio Turco, che in un primo tempo minacciava di essere distrutto, nonché approfonditi studi di toponomastica per l'approntamento di carte geografiche aggiornate del territorio. La sua permanenza in Tripolitania ebbe luogo in due riprese, per molti mesi, nel 1912 e nel 1913.
Le sue proposte per l'ortografia da usare nella toponomastica della Tripolitania trovarono però contrarietà inattese.

Verso la fine del 1914 infatti, a Griffini il ministero delle Colonie espresse il proprio non gradimento per i criteri di trascrizione da lui adottati, ispirato con ogni probabilità dalle critiche espresse da Carlo Alfonso Nallino. Tutto ciò, ma anche alcuni motivi familiari, lo indusse a rinunciare all'incarico ricevuto dall'Istituto Geografico Militare, e così scrisse allo stesso Nallino il 31 ottobre 1914:
(Archivio dell'Istituto per l'Oriente Carlo Alfonso Nallino di Roma, A-Epistolario, s.v. «Griffini»)
Sebbene il Regio Istituto Geografico Militare continuasse ad avvalersi della sua consulenza, nel 1914 egli decise quindi di tornare a Milano per riprendere l'opera di catalogazione dei manoscritti, auspice Mons. Ratti, divenuto nel frattempo bibliotecario della Vaticana. Accanto al catalogo, Griffini fu molto impegnato nell'edizione e pubblicazione del voluminoso corpus di giurisprudenza di Zayd ibn Ali, il testo di riferimento della branca sciita degli zaiditi, fino ad allora ben poco conosciuti e studiati (gran parte dei manoscritti yemeniti contengono opere di ambito zaidita).
Dopo il rientro dalla Libia, Griffini conseguì la libera docenza e nel 1916 cominciò a tenere corsi di Letteratura araba all'Accademia scientifico-letteraria di Milano (che di lì a poco sarebbe confluita nell'Università degli Studi di Milano).

### Al Cairo
In seguito ottenne il posto di ordinario di Arabo all'Università degli Studi di Firenze, dove però non poté tenere i corsi, essendo stato nel frattempo chiamato al Cairo.
Il principe Fuʾād, il futuro re dell'Egitto, aveva conosciuto Griffini durante i suoi frequenti viaggi in Italia, e aveva stretto con lui eccellenti rapporti personali. Quando il principe, impegnato nello sviluppo dell'Università Egiziana, gli aveva offerto, nel 1910, una cattedra per l'insegnamento di Etnografia dei paesi musulmani e di Geografia economica, Griffini aveva accettato di buon grado, ma gli eventi successivi, e in particolare la parentesi libica del 1912-1914, gli avevano impedito di attuare questo progetto.
Con queste premesse, Griffini non poté rifiutare l'offerta che nel 1920 gli fu fatta da Fuʾād (ormai regnante col titolo di sultano), di venire al Cairo come Bibliotecario di Corte. Quando, nel 1922, Fuʾād divenne re d'Egitto, Griffini fu insignito della carica di Segretario del Re.
Pur lavorando al Cairo, Griffini tornava in Italia almeno una volta all'anno, perlopiù durante le vacanze estive, anche per restare vicino a sua madre. L'ultimo soggiorno in Italia fu nell'estate del 1924. Rientrato in Egitto, si prodigò nell'organizzazione del Congresso geografico internazionale, che si tenne al Cairo nella primavera del 1925. Un'indisposizione trascurata, proprio per accompagnare i congressisti italiani in visita alle Piramidi, degenerò in polmonite e il 3 maggio 1925 morì al Cairo, all'Ospedale italiano Umberto I.
Il Re Fuʾād I decretò per lui solenni onoranze di Stato, e la salma venne riportata in patria a spese del Re d'Italia. Ora essa riposa nel cimitero di Cireggio, sopra il Lago d'Orta, paese d'origine della famiglia materna. Come ultime disposizioni volle che tutti i suoi libri e manoscritti (1221 opere a stampa e 56 manoscritti) venissero donati all'Ambrosiana. Un piccolo fondo di suoi libri e scritti vari è conservato anche presso la Biblioteca "Sormani" di Milano (Miola 1994-1995).

### Principali opere di Griffini
- Le diwan d'al-Aḫtal. Reproduit par la photolithographie d'après un manuscrit trouvé au Yemen. Avec preface, glossaires, tables, renvois, variantes et notes par le dr. Eugenio Griffini, Beyrouth, Imprimerie Catholique, 1907.
- Eugenio Griffini, Nuovi testi arabo-siculi ricavati da manoscritti di biblioteche Tunisine e dai manoscritti jemenici di Milano, Palermo, Virzi, 1910.
- L'arabo parlato della Libia. Cenni grammaticali e repertorio di oltre 10.000 vocaboli, frasi e modi di dire raccolti in Tripolitania, Milano, Hoepli, 1913 (rist. Milano, Cisalpino-Goliardica 1985 - ISBN 88-205-0081-7)
- Eugenio Griffini, "Die jüngste ambrosianische Sammlung arabischer Handschriften", Zeitschrift der Deutschen Morgenländischen Gesellschaft 69 (1915), pp. 63–88, XVIII tavv.
- Zayd ibn Ali, Corpus iuris : la più antica raccolta di legislazione e di giurisprudenza musulmana finora ritrovata. Testo arabo pubblicato per la prima volta sui manoscritti iemenici della Biblioteca Ambrosiana, con introduzione storica, apparato critico e indici analitici di Eugenio Griffini, Milano, Hoepli, 1919.
- Eugenio Griffini, "Lista dei manoscritti arabi nuovo fondo della Biblioteca Ambrosiana di Milano". Serie A (nrr. 1-124); Serie B (nrr. 125-256); Serie C (nrr. 257-475), Rivista degli Studi Orientali n. III (1910), pp. 253–278, 571-594, 901-921; n. IV (1911-12), pp. 87–106, 1021-1048; n. VI (1914-15), pp. 1283–1316; n. VII (1916-18), pp. 51–180, 565-628; n. VIII, (1919-20), pp. 241–367.
- L'elenco completo delle pubblicazioni di Griffini si trova in Beltrami (1926)

### Opere su Griffini
- Francesco Beguinot, "Eugenio Griffini", Bollettino della Società Storica Geografica, 1925, pp. 405–407.
- Luca Beltrami, Eugenio Griffini Bey (1878-1925) - Angela Codazzi, Catalogo dei libri a stampa ed elenco sommario del mss dal D.r Griffini legati alla Biblioteca ambrosiana, Milano, Tipografia Allegretti, 1926.
- M. Campanini, "Eugenio Griffini: bibliotecario khedivale e interprete della cultura egiziana", in: Roman H. Rainero, Luigi Serra (a cura di), L'Italia e l'Egitto. Dalla rivolta di Arabi Pascià all'avvento del fascismo (1882-1922), Milano, Marzorati, 1991.
- Angela Codazzi, "Eugenio Griffini e la Biblioteca Ambrosiana", in: Atti del convegno "La Lombardia e l'Oriente", Milano, 1963, pp. 79–88.
- Giorgio Levi Della Vida, "Eugenio Griffini", Rivista degli studi orientali 10 (1923-1925), pp. 726–730 (rist. in: G. L.D.V., Aneddoti e svaghi arabi e non arabi, Milano-Napoli, Ricciardi, 1959, pp. 217–221).
- Alessandra Miola, Il fondo Angela Codazzi presso la Biblioteca "Sormani" di Milano con carte di Giuseppe Ricchieri ed Eugenio Griffini, tesi di laurea in Lettere Moderne, Università degli Studi di Milano, a.a. 1994-95, rel. Paola Carucci.
- Carlo Alfonso Nallino, "Eugenio Griffini", in Rivista della Tripolitania, II (1925), pp. 124–132.